# Festival de la Canción de Eurovisión Junior 2020
El XVIII Festival de la Canción de Eurovisión Junior fue la decimoctava edición del festival júnior. Después de la victoria por segunda vez consecutiva de Polonia en la anterior edición, el país volvería a repetir albergando el festival, esta vez en Varsovia el 29 de noviembre. Alemania debutó en esta edición.

## Organización

### Sede del festival
El concurso tuvo lugar en Polonia, después de la victoria del país en la edición de 2019 con la canción «Superhero», interpretada por Viki Gabor. Fue la séptima vez que el concurso se realizó en el país ganador del año anterior. Además, TVP fue la primera radiodifusora en organizar dos festivales consecutivos.

### Fase de licitación y selección de ciudad anfitriona

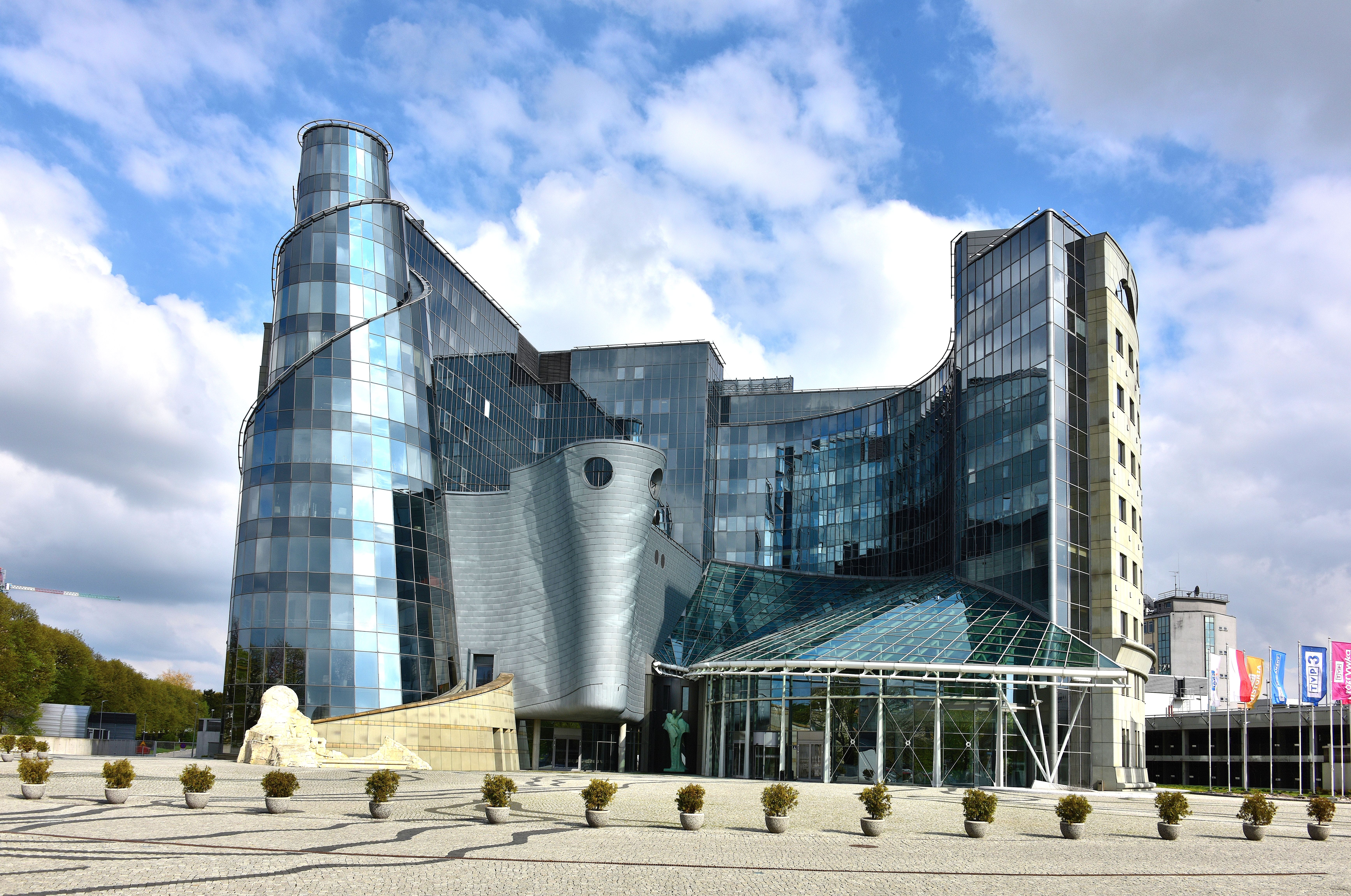
TVP Headquarters, recinto desde donde se presentó el festival

Después de la victoria de Polonia en Gliwice, el director general de la emisora polaca Telewizja Polska (TVP), Jacek Kurski, declaró que el país quería organizar el evento de nuevo en 2020. Sin embargo, Kurski declaró que la posibilidad de llevar a cabo dos ediciones seguidas del evento en Polonia podrían ser mal vistas por la UER. Así, después de un período de incertidumbre, en la última semana de diciembre de 2019, el periódico Wyborcza informó que algunos concejales de la ciudad de Cracovia expresaron interés en aceptar la propuesta de que el certamen infantil se llevara a cabo en la ciudad, concretamente en la gigantesca Tauron Arena. Pocos días después, el 8 de enero de 2020, la propuesta se debatió en el Ayuntamiento y fue aceptada por la mayoría de sus miembros. Igualmente, Polonia fue confirmado como el país anfitrión en marzo de 2020.
Finalmente, tras la cancelación del Festival de la Canción de Eurovisión 2020 debido a la pandemia de COVID-19, el trabajo en el evento se suspendió indefinidamente. Aun así, el 16 de mayo de 2020, durante la emisión de Eurovision: Europe Shine a Light, se confirmó que el Festival de Eurovisión Júnior 2020 se celebraría en un estudio de Varsovia el 29 de noviembre, siendo la primera vez que se organiza en un estudio de televisión como medida por la COVID-19. Además, la ganadora del año anterior, Viki Gabor, también reveló el logotipo y el eslogan de la competición durante la emisión.
El 7 de octubre, Rafał Brzozowski, en una entrevista para TVP, reveló que el concurso tendría lugar en el Estudio 5 de la sede de TVP en Varsovia. En ese estudio, Brzozowski ha presentado Jaka to melodia?, de TVP 1, desde 2019. Anteriormente, el lugar albergaba las finales nacionales (en 2003-2004 como Krajowe Eliminacje do Konkursu Piosenki Eurowizji y de 2006 a 2008, como Piosenka dla Europy), tanto las versiones de adultos como de niños (hasta 2004) del concurso.
| Ciudad   | Sede                | Notas |
| -------- | ------------------- | --- |
| Cracovia | Tauron Arena Kraków | El 2 de diciembre de 2020 el productor Konrad Smuga anunció que la competencia estaba inicialmente planeada para realizarse en Cracovia, pero debido a la pandemia COVID-19, la competencia no pudo realizarse con ese formato, por lo que los planes fueron abandonados. |
| Varsovia | ATM Studio          | |
| Varsovia | Transcolor Studio   | |
| Varsovia | Sede de TVP†        | |

 †   Sede
Un mes antes, el 8 de septiembre, la UER anunció que en Varsovia estarían los presentadores y se llevarían a cabo los actos de intervalo. Sin embargo, como medida de prevención ante la pandemia de COVID-19, las canciones competidoras podrían ser interpretadas desde un estudio de televisión de cada país participante (solo Malta, Polonia, Serbia y Ucrania actuaron desde Polonia) y, por primera vez en la historia, pregrabadas. Asimismo, los 13 tendrían un escenario de diseño similar y con los mismos recursos tecnológicos para garantizar la igualdad de condiciones para todos los concursantes. En cuanto a la ceremonia de apertura, las actuaciones de intervalo y las votaciones, serían emitidas en directo desde la capital polaca.

### Identidad visual
El tema del concurso, #MoveTheWorld!, fue revelado el 16 de mayo de 2020, durante la emisión de Eurovision: Europe Shine a Light por la ganadora de Eurovisión Júnior 2019, Viki Gabor.

"El concepto creativo detrás del eslogan es que, como niños, creemos erróneamente que todas las cosas importantes son hechas por personas de renombre: científicos, astronautas, atletas y actores. Queremos convertirnos en ellos porque, a nuestros ojos, ellos son los que mueven el mundo. Pero este no es el caso: todos los días, millones de personas en todo el mundo realizan sus tareas cotidianas con capacidad y cuidado. Juntos, ellos son los que realmente mueven el mundo. El lema de este año honra el poder colectivo que mantenemos juntos."

El escenario principal de Varsovia fue diseñado por Anna Brodnicka. Fue "inspirado por el rico simbolismo de un círculo y expresa la  [sic] conexión con nuestras vidas". A los locutores participantes se les presentaron dos versiones del escenario para filmar sus actuaciones en sus propios países: una presentaba pantallas LED, mientras que la otra, más simplificada, usaba proyecciones en su lugar.
Las postales involucraban a grupos de danza que bailaban alrededor de objetos de cartón relacionados con una determinada profesión, y terminaban con el representante del país que iba a actuar entregando un regalo a un trabajador de esa profesión.

### Supervisor ejecutivo
En enero de 2020, la UER anunció que Martin Österdahl sería nombrado supervisor ejecutivo del Festival de la Canción de Eurovisión, sucediendo a Jon Ola Sand. Antes de su asignación, Österdahl había sido un productor ejecutivo de las ediciones de 2013 y 2016 del festival de adultos, y había sido miembro del grupo de referencias del festival entre 2012 y 2018.

### Votaciones
Se utilizó el mismo sistema de votación que se introdujo en la edición de 2017, donde los resultados se determinaron mediante un 50% de votación online y un 50% de jurado. La votación en línea constó de dos fases. La primera fase de la votación en línea duró desde el 27 de noviembre hasta un minuto antes del comienzo del programa el 29 de noviembre. La segunda fase de la tuvo lugar durante la emisión en directo y comenzó después de la última actuación, la cual estuvo abierta durante 15 minutos. Los espectadores internacionales pudieron votar por tres países, pudiendo votar los espectadores por la canción de su propio país.
En cuanto a la otra mitad de los puntos, esta fue determinada por un jurado nacional de cada país participante. Debido a las medidas de seguridad, por primera vez desde el concurso de 2012, los portavoces dieron los puntos desde cada uno de los países participantes, y no desde la sede.
Por primera vez en la historia del concurso, los voceros anunciaron primero sus 12 puntos y luego dieron sus puntos del 1 al 10. Esto se debió a la baja cantidad de países participantes.

### Presentadores
El 7 de octubre de 2020, fue anunciado que Ida Nowakowska, Rafał Brzozowski y Małgorzata Tomaszewska serían los presentadores del concurso. Nowakowska es así la primera mujer en conducir el programa en dos ocasiones consecutivas y la tercera que lo hace dos veces, tras Kim-Lian de los Países Bajos (2007 y 2012) y 
Timur Miroshnychenko de Ucrania (2009 y 2013). Por su parte, Rafał es un presentador y cantante polaco, mientras que Tomaszewska copresenta la versión polaca de La voz.
Por otro lado, el 14 de noviembre de 2020, el periodista y presentador de televisión Mateusz Szymkowiak fue confirmado como anfitrión de la ceremonia de apertura, que tuvo lugar el 23 de noviembre en Varsovia. Szymkowiak es la primera persona que conduce la ceremonia de apertura del concurso juvenil o adulto dos veces seguidas.

### Actos de apertura e intervalo
El 27 de noviembre de 2020, dos días antes del concurso, TVP y la UER anunciaron que durante el programa, la ganadora de 2019, Viki Gabor cantaría dos canciones: el tema con el que venció el año anterior, Superhero, y la canción ganadora de Eurovisión 2019, Arcade, esta última con el propio Duncan Laurence y con Roksana Węgiel, ganadora de Eurovisión Júnior 2018. Además, Alicja Szemplińska cantaría Empires, la canción polaca para el cancelado Festival de Eurovisión 2020.

### Trofeo
El trofeo fue diseñado por Kjell Engman, de la empresa sueca de vidrio Kosta Boda, utilizando el mismo diseño que se presentó por primera vez en la edición de 2017. El trofeo principal es un micrófono de cristal con líneas de colores en el interior de la parte superior, que simbolizan el fluir del sonido.

## Países participantes

### Canciones y selección
| País y TV             | Título original de la canción | Artista             | Proceso y fecha de selección                                                       |
| País y TV             | Traducción al español         | Idiomas             | Proceso y fecha de selección                                                       |
| --------------------- | ----------------------------- | ------------------- | ---------------------------------------------------------------------------------- |
| Alemania ARD/ZDF      | «Stronger With You»           | Susan               | Dein Song für Warschau, 02-09-2020                                                 |
| Alemania ARD/ZDF      | «Más fuerte contigo»          | Alemán e inglés     | Dein Song für Warschau, 02-09-2020                                                 |
| Bielorrusia BTRC      | «Aliens»                      | Arina Pehtereva     | Elección interna, 08-10-2020                                                       |
| Bielorrusia BTRC      | «Alienígenas»                 | Bielorruso e inglés | Elección interna, 08-10-2020                                                       |
| España RTVE           | «Palante»                     | Soleá               | Presentación de la canción, 07-10-2020 (cantante elegida internamente, 09-09-2020) |
| España RTVE           | Palante                       | Español             | Presentación de la canción, 07-10-2020 (cantante elegida internamente, 09-09-2020) |
| Francia FTV           | «J'Imagine»                   | Valentina           | Presentación de la canción, 16-10-2020 (cantante elegida internamente, 09-10-2020) |
| Francia FTV           | «Imagino»                     | Francés             | Presentación de la canción, 16-10-2020 (cantante elegida internamente, 09-10-2020) |
| Georgia GPB           | «You Are Not Alone»           | Sandra Gadelia      | Ranina, 13-11-2020                                                                 |
| Georgia GPB           | «No estás solo/a»             | Georgiano e inglés  | Ranina, 13-11-2020                                                                 |
| Kazajistán Khabar     | «Forever»                     | Karakat Bashanova   | Final nacional, 26-09-2020                                                         |
| Kazajistán Khabar     | «Para siempre»                | Kazajo e inglés     | Final nacional, 26-09-2020                                                         |
| Malta PBS             | «Chasing Sunsets»             | Chanel Monseigneur  | Malta Junior Eurovision 2020, 01-10-2020                                           |
| Malta PBS             | «Persiguiendo puestas de sol» | Inglés              | Malta Junior Eurovision 2020, 01-10-2020                                           |
| Países Bajos AVROTROS | «Best Friends»                | Unity               | Junior Songfestival 2020, 26-09-2020                                               |
| Países Bajos AVROTROS | «Mejores amigas»              | Neerlandés e inglés | Junior Songfestival 2020, 26-09-2020                                               |
| Polonia TVP           | «I'll Be Standing»            | Ala Tracz           | Szansa na Sukces - Eurowizja Junior, 27-09-2020                                    |
| Polonia TVP           | «Me mantendré firme»          | Polaco e inglés     | Szansa na Sukces - Eurowizja Junior, 27-09-2020                                    |
| Rusia VGTRK           | «My New Day»                  | Sofia Feskova       | Final Nacional, 25-09-2020                                                         |
| Rusia VGTRK           | «Mi nuevo día»                | Ruso e inglés       | Final Nacional, 25-09-2020                                                         |
| Serbia RTS            | «Heartbeat»                   | Petar Aničić        | Presentación de la canción, 09-10-2020 (cantante elegido internamente, 25-09-2020) |
| Serbia RTS            | «Latido»                      | Serbio e inglés     | Presentación de la canción, 09-10-2020 (cantante elegido internamente, 25-09-2020) |
| Ucrania UA:PBC        | «Vidkryvai (Open Up)»         | Oleksandr Balabanov | Final nacional, 07-09-2020 (presentación final de la canción, 13-10-2020)          |
| Ucrania UA:PBC        | «Ábrete»                      | Ucraniano e inglés  | Final nacional, 07-09-2020 (presentación final de la canción, 13-10-2020)          |

## Festival

### Orden de actuación
| N.º | País         | Artista(s)          | Canción               | Lugar | Puntos |
| --- | ------------ | ------------------- | --------------------- | ----- | ------ |
| 01  | Alemania     | Susan               | «Stronger With You»   | 12    | 66     |
| 02  | Kazajistán   | Karakat Bashanova   | «Forever»             | 2     | 152    |
| 03  | Países Bajos | Unity               | «Best Friends»        | 4     | 132    |
| 04  | Serbia       | Petar Aničić        | «Heartbeat»           | 11    | 85     |
| 05  | Bielorrusia  | Arina Pehtereva     | «Aliens»              | 5     | 130    |
| 06  | Polonia      | Ala Tracz           | «I'll Be Standing»    | 9     | 90     |
| 07  | Georgia      | Sandra Gadelia      | «You Are Not Alone»   | 6     | 111    |
| 08  | Malta        | Chanel Monseigneur  | «Chasing Sunsets»     | 8     | 100    |
| 09  | Rusia        | Sofia Feskova       | «My New Day»          | 10    | 88     |
| 10  | España       | Soleá               | «Palante»             | 3     | 133    |
| 11  | Ucrania      | Oleksandr Balabanov | «Vidkryvai (Open Up)» | 7     | 106    |
| 12  | Francia      | Valentina           | «J'Imagine»           | 1     | 200    |

### Portavoces
| - Alemania - Olivia - Bielorrusia - Ksenia Galetskaya - España - Melani García (Representante de España en la edición anterior) - Francia - Nathan Laface - Georgia - Marita Khvedelidze (Concursante de la preselección nacional) - Kazajistán - Saniya Zholzhaxynova | - Malta - Leah Mifsud - Países Bajos - Robin de Haas (Concursante de la preselección nacional) - Polonia - Marianna Józefina - Rusia - Mikella Abramova - Serbia - Darija Vračević (Concursante de la edición anterior) - Ucrania - Sophia Ivanko (Representante de Ucrania en la edición anterior) |

### Tabla de puntuaciones

#### Máximas puntuaciones
| N° | A            | De                               |
| -- | ------------ | -------------------------------- |
| 3  | Francia      | Bielorrusia, Países Bajos, Malta |
| 3  | Bielorrusia  | Kazajistán, Polonia, Serbia      |
| 2  | Kazajistán   | Georgia, Rusia                   |
| 2  | Georgia      | España, Ucrania                  |
| 1  | Países Bajos | Alemania                         |
| 1  | Serbia       | Francia                          |

### Despliegue de votaciones
| Pos. | Jurado       | Puntos |
| ---- | ------------ | ------ |
| 1    | Francia      | 88     |
| 2    | Kazajistán   | 83     |
| 3    | Bielorrusia  | 73     |
| 4    | Georgia      | 69     |
| 5    | Países Bajos | 68     |
| 6    | España       | 60     |
| 7    | Ucrania      | 52     |
| 8    | Malta        | 51     |
| 9    | Polonia      | 46     |
| 10   | Rusia        | 44     |
| 11   | Serbia       | 35     |
| 12   | Alemania     | 27     |

| Pos. | Votación en línea | Puntos |
| ---- | ----------------- | ------ |
| 1    | Francia           | 112    |
| 2    | España            | 73     |
| 3    | Kazajistán        | 69     |
| 4    | Países Bajos      | 64     |
| 5    | Bielorrusia       | 57     |
| 6    | Ucrania           | 54     |
| 7    | Serbia            | 50     |
| 8    | Malta             | 49     |
| 9    | Polonia           | 44     |
| 10   | Rusia             | 44     |
| 11   | Georgia           | 42     |
| 12   | Alemania          | 39     |

## Otros países
Para que un país sea elegible como potencial participante del Festival de Eurovisión Junior, necesita ser miembro activo de la UER. Sin embargo, se reserva el derecho a invitar a miembros asociados, como es el caso de la ABC/SBS de Australia o Khabar de Kazajistán.

### Miembros activos de la UER
- Albania: Tras no aparecer en la lista de participantes definitivos, RTSH anunció que no participaría por la pandemia de COVID-19.[58]
- Armenia: El 5 de noviembre la AMPTV, anunció su abandono este año del Festival de Eurovisión Junior, debido a que no ha podido completar los preparativos de su candidatura como consecuencia de la aplicación de la ley marcial en la región resultado del conflicto en curso con Azerbaiyán en la región de Nagorno-Karabaj. Su representante iba a ser Maléna con la canción "Why".
- Australia: El 15 de julio de 2020, la radiodifusora australiana SBS anunció que no participaría en el concurso debido a la COVID-19.[59]
- Bulgaria: En diciembre de 2019, la Televisión Nacional de Bulgaria (BNT) declaró que no tenían planes de regresar al concurso en aquel momento, ya que estaba consolidando su participación en el concurso de adultos. Bulgaria participó por última vez en 2016.[60]
- Dinamarca: El 11 de noviembre de 2019, la cadena danesa TV2 anunció que no participará en ninguno de los festivales de la UER. Más tarde, la cadena pública DR anunció que tampoco participarían, confirmando así la ausencia de Dinamarca en esta edición. Su última participación fue en 2005.[61]
- Escocia: En junio de 2019, BBC Alba dio a conocer que habían tenido lugar reuniones para permitir la participación de la nación británica para esta edición.[62] Sin embargo, en abril de 2020, se confirmó que no debutarían en ella.[63]
- Gales: En abril de 2020, se informó que la emisora galesa S4C y la productora Rondo Media habían detenido cualquier decisión sobre la participación del país en Eurovisión Júnior debido a la situación causada por la pandemia de COVID-19.[64] Finalmente, el 14 de julio se confirmó que Gales se retiraría de la competición en 2020 debido a la pandemia.[65]
- Grecia: En junio de 2020, se informó que la emisora griega ERT estaba considerando seriamente regresar al concurso en 2020.[66] Sin embargo, semanas más tarde, decidió no hacerlo finalmente.[67] Su última participación fue en 2008.
- Irlanda: A pesar de que TG4 confirmó en enero la participación del país en el certamen y llegó a abrir el plazo de inscripción,[68] a principios de agosto anunció su retirada como medida de precaución por la pandemia de COVID-19.[69]
- Italia: El 8 de septiembre de 2020, decidió retirarse debido a la crisis sanitaria por el coronavirus.
- Macedonia del Norte: La radiodifusora macedonia, MRT, confirmó su retirada del festival también por precaución ante la pandemia, esperando regresar en la edición de 2021.[70]
- Portugal: A pesar de que RTP confirmó su participación en caso de que el festival se llevara a cabo,[71] finalmente decidió retirarse.

Los siguientes países y radiodifusoras confirmaron su no participación sin ofrecer más explicaciones:
- Bélgica – VRT[72]
- Eslovenia – RTVSLO[73]
- Estonia – ETV[73]
- Italia - Rai Gulp
- Letonia – LTV[74]
- Noruega – NRK[75]
- República Checa – ČT[73]
- Rumanía – TVR[73]
- San Marino – SMRTV[73]

## Controversias

### Posible uso de playback
Siguiendo con las reglas y el mecanismo del concurso en marco de la pandemia de COVID-19, los vídeos de las actuaciones debían ser enviados a la organización por cada delegación tal y como habían sido grabados, en una toma sin cortes y con la voz en directo. Sin embargo, al publicarse los adelantos de las actuaciones para que el público pudiera votar, hubo sospechas de playback por parte de Francia, Bielorrusia y Rusia. Una vez terminado el concurso, la Unión Europea de Radiodifusión negó todas las acusaciones, poniendo fin al tema y legitimando el triunfo de Francia.